# The Handmaid's Tale (1.ª temporada)
A primeira temporada da série The Handmaid's Tale foi anunciada em abril de 2016, com Bruce Miller atuando como showrunner e criador do seriado. Baseado no romance homônimo de 1985 da escritora canadense Margaret Atwood sobre a distopia de Gileade, a temporada estreou na plataforma de serviço de streaming Hulu em 26 de abril de 2017.

## Elenco

### Principal
- Elisabeth Moss como June Osborne / Offred
- Joseph Fiennes como Comandante Fred Waterford
- Yvonne Strahovski como Serena Joy Waterford
- Alexis Bledel como Emily Malek / Ofglen #1 (mais tarde, Ofsteven)
- Madeline Brewer como Janine / Ofwarren (mais tarde, Ofdaniel)
- Ann Dowd como Tia Lydia
- O. T. Fagbenle como Luke Bankole
- Max Minghella como Nick Blaine
- Samira Wiley como Moira

### Recorrente
- Amanda Brugel como Rita
- Stephen Kunken como Comandante Warren Putnam
- Ever Carradine como Naomi Putnam
- Tattiawna Jones como Lillie Fuller / Ofglen #2
- Nina Kiri como Alma / Ofrobert
- Jenessa Grant como Dolores / Ofsamuel
- Bahia Watson como Brianna / Oferic
- Jordana Blake como Hannah Bankole / Agnes McKenzie
- Edie Inksetter como Tia Elizabeth
- Kristen Gutoskie como Beth
- Erin Way como Erin

### Participação
- Zabryna Guevara como Sr. Castillo
- Christian Barillas como Sra. Flores
- Rosa Gilmore como Zoe
- Tim Ransom como Sr. Whitford

## Produção
As filmagens da série ocorreram em Toronto, Mississauga, Hamilton e Cambridge, todas localidades do Canadá, de setembro de 2016 a fevereiro de 2017. O primeiro trailer completo da série de televisão foi lançado pela Hulu no YouTube em 23 de março de 2017. Os primeiros três episódios da série estrearam em 26 de abril de 2017, com os sete episódios subsequentes adicionados semanalmente.
A série foi criada por Bruce Miller, que também é produtor executivo com Daniel Wilson, Fran Sears e Warren Littlefield. A autora do livro homônimo, Margaret Atwood serve como produtora de consultoria dando feedback sobre algumas das áreas onde a série expande ou moderniza o livro e também teve um pequeno papel no primeiro episódio.A atriz Elisabeth Moss também atua como produtora da série. 

## Episódios
| N.º na série | N.º na temp. | Título                                                                         | Dirigido por      | Escrito por          | Lançamento          |
| --- | ------------ | ------------------------------------------------------------------------------ | ----------------- | -------------------- | ------------------- |
| 1 | 1            | "Offred" "(Offred)" (BR)                                                       | Reed Morano       | Bruce Miller         | 26 de abril de 2017 |
| Uma mulher foge de um grupo de homens com armas, mas é capturada e separada de sua filha; seu marido está aparentemente morto. Esta mulher é conhecida como Offred, uma serva do Comandante Fred Waterford. Offred faz compras com a companheira Ofglen. No caminho de casa, elas passam por um muro de homens que foram enforcados por cometer crimes (como ser homossexual, trabalhar em uma clínica de aborto e ser católico romano). Em um flashback, várias mulheres são doutrinadas em seus papéis como servas pela tia Lydia, que explica sobre a diminuição das taxas de natalidade e diz que elas são "especiais", servindo um "propósito bíblico". Offred entra na sala e nota a presença de Moira, uma mulher que ela conhecia da faculdade. Uma das mulheres da classe, Janine, desafia Lydia e leva um choque elétrico de uma arma usada para gado. Mais tarde, é revelado que Janine teve como punição a remoção do seu olho direito. No presente, o Comandante Waterford tenta engravidar Offred enquanto ela está no colo de sua esposa, Serena Joy. No dia seguinte, todas as servas se reúnem em um campo aberto onde Lydia anuncia que um homem estuprou uma garota grávida. Como punição, as servas devem linchar o homem até a morte. Offred ouve de Janine que Moira está morta. No caminho de casa, Ofglen diz a Offred que teve esposa e filho e adverte que há um "Olho" (um espião secreto) em sua casa. Através da narração, Offred revela seu verdadeiro nome, June, e que ela pretende sobreviver para encontrar sua filha. |              |                                                                                |                   |                      |                     |
| 2 | 2            | "Birth Day" "(Aniversário)" (BR)                                               | Reed Morano       | Bruce Miller         | 26 de abril de 2017 |
| Offred e Ofglen vão às compras e revelam mais informações pessoais sobre si mesmas. Enquanto eles estão andando, Offred e Ofglen veem a Igreja Católica de São Paulo, em Cambridge, Massachusetts, a igreja local a que pertenciam, sendo destruída pelo novo regime. Ofglen diz a Offred que o regime também arrasou a Catedral de São Patrício em Manhattan, Nova York, para tentar "apagar" a construção da história; Offred pergunta como Ofglen sabe dessa informação e ela revela que é parte de uma resistência contra o governo. Ofglen pede que ela se junte, mas Offred recusa. Nick, motorista do Comandante Waterford, diz a Offred que o Comandante quer vê-la sozinha mais tarde naquela noite, o que é proibido. Nick também a adverte para não confiar na Ofglen. Offred e outras servas vão para uma casa para testemunhar o nascimento do filho de Ofwarren (anteriormente conhecida como Janine). Em um flashback, June relembra o nascimento de sua própria filha, Hannah. Durante esta época, partos saudáveis eram raros e uma mulher tentou sequestrar Hannah, mas foi presa antes de conseguir. Offred vai ao escritório do Comandante sem saber o que vai acontecer, mas ele quer jogar Scrabble com ela. Mais tarde ela volta para o quarto dela e ri com alívio. No dia seguinte, Offred se prepara para dizer a Ofglen o que aconteceu naquela noite, mas quando ela sai, é uma mulher diferente que se apresenta como Ofglen. |              |                                                                                |                   |                      |                     |
| 3 | 3            | "Late" "(Atrasado)" (BR)                                                       | Reed Morano       | Bruce Miller         | 26 de abril de 2017 |
| Em flashbacks, o aumento da República de Gileade é detalhado. June e todas as outras mulheres estão em seu escritório quando são repentinamente demitidas porque esta "é a lei agora". June e Moira também descobrem que o governo congelou todas as contas bancárias das mulheres e que elas não podem mais possuir uma propriedade. No presente, Serena leva Offred para ver Ofwarren e o bebê. Ofwarren diz a Offred que seu comandante está apaixonado por ela e que ela tem um nome "real" para a criança, "Charlotte". Medos ofensivos Ofwarren é delirante e comenta seu comportamento para Serena. Nick dirige Offred para casa e há uma van preta esperando. Offred é interrogada por um Olho e tia Lydia sobre seu conhecimento de Ofglen. Offred eventualmente revela que ela sabia que Ofglen era lésbica e cita uma das bem-aventuranças da Bíblia; por contas disto, Lydia dá choques em Offred. Serena intervém, gritando para eles pararem porque ela acha que Offred está grávida. Nick vai ver Offred em seu quarto para verificar e compartilhar um momento íntimo. Offred revela mais tarde a Serena que ela não está grávida, fazendo com que Serena a arrastasse para o quarto dela e, em voz alta, ordenasse que ela não saia dali. Em um flashback, June e Moira participam de um protesto contra as novas leis que é suprimido com tiros e explosivos automáticos pelas forças do novo regime. No presente, Ofglen e a mulher com quem ela estava se relacionando são acusadas de "traição de gênero", mas Ofglen recebe uma sentença menor, porque ela ainda pode ter filhos. A mulher é enforcada na frente de Ofglen, que ficam aterrorizada. Mais tarde, Ofglen (agora referida por seu nome "antigo", Emily) acorda em uma clínica e descobre que sofreu uma cirurgia de mutilação genital feminina, conforme explicado por tia Lydia. |              |                                                                                |                   |                      |                     |
| 4 | 4            | "Nolite Te Bastardes Carborundorum" "(Notile Te Bastardes Carborundorum)" (BR) | Mike Barker       | Leila Gerstein       | 4 de maio de 2017   |
| Offred, que está banida em seu quarto, entra no armário onde encontra a frase latina Nolite Te Bastardes Carborundorum riscada na parede. Rita, a governanta do Comandante, entra no quarto e descobre Offred deitada no armário, então, Offred diz que desmaiou. Acreditando que ela está doente, Serena envia Offred ao hospital para um checagem geral. Ao examinar Offred, o médico diz que o Comandante é estéril, porque "a maioria desses caras são". Ele se oferece para engravidá-la ali mesmo, mas ela recusa. Em flashbacks, a tia Lydia ensina as servas (incluindo June e Moira) sobre a "Cerimônia": quando o Comandante estupra uma serva em seu período fértil. Mais tarde, June atrai a tia Elizabeth para o banheiro dizendo que há transbordamento. Logo depois, Moira ameaça a tia com uma faca. June e Moira levam-ma ao porão, onde Moira pega a roupa da tia e a amarram. June e Moira começam a sua fuga, na esperança de sair de trem até Boston, que possui casas de segurança. Quando Moira está perguntando a um dos guardas por instruções, June é abordada por outro guarda que desconfia dela estar sozinha. Moira é consegue entrar no trem, deixando June para trás, embora ela lhe dê um sorriso, deixando-a transparecer que está tudo bem. June é mais tarde punida com os agressões nas solas dos pés. No presente, o Comandante Waterford teve uma noite de Cerimônia sem sucesso com Offred. Mais tarde, o Comandante e Offred têm outro partida de Scrabble onde ela pergunta sobre a frase latina; ele diz a ela que significa "Não deixe que os bastardos te derrubem". Ela também pergunta sobre a Offred anterior. Ele responde que ela cometeu suicídio porque a sua vida era insuportável. Ele diz que não quer que isso aconteça novamente e libera Offred de seu isolamento solitário. |              |                                                                                |                   |                      |                     |
| 5 | 5            | "Faithful" "(Fiel)" (BR)                                                       | Mike Barker       | Dorothy Fortenberry  | 10 de maio de 2017  |
| Serena sugere a Offred que ela tenha relações sexuais com Nick no caso de o Comandante Waterford ser estéril. No supermercado, Offred fala com a Ofglen original, agora chamada de "Ofsteven", mas ela não responde as sua perguntas. Mais tarde, Offred faz sexo com Nick enquanto Serena está presente no mesmo cômodo. Durante uma noite da Cerimônia com Waterford, ele toca a coxa de Offred, que mais tarde lhe diz para nunca mais fazer isto. Nick revela a Offred que ele é realmente um Olho. Em um mercado ao ar livre, Offred questiona a Ofsteven sobre o "Mayday", o grupo de resistência contra o regime. Ofsteven rouba um dos carros dos guardas e tenta fugir; no processo, ela mata propositalmente um dos guardas. Ela é pega e colocada em uma van. Offred depois vai para o quarto de Nick onde eles mantêm uma relação sexual apaixonada. Flashbacks detalham Luke e o namoro de June. |              |                                                                                |                   |                      |                     |
| 6 | 6            | "A Woman's Place" "(O Lugar de uma Mulher)" (BR)                               | Floria Sigismondi | Wendy Straker Hauser | 17 de maio de 2017  |
| Representantes do México visitam a casa do Comandante em um esforço para criar parcerias comerciais e ver os efeitos do movimento cultural de Gileade. O chefe da delegação mexicana é uma mulher que questiona Offred sobre sua experiência em Gileade. Com grande autocontrole, Offred diz-lhes: "Eu encontrei a felicidade". Após a reunião, Offred visita o escritório do Comandante para as discussões habituais onde algumas tensões acendem entre eles. Ele pede que ela o beije "com vontade". Ela beija o comandante e depois sai, escovando os dentes logo depois. As servas são então levadas a uma festa para homenagear Gileade e mostrar seu sucessos aos estrangeiros, incluindo a apresentação dos filhos produzidos pelo regime de Gileade. A amiga de Offred observa que os delegados mexicanos estão na verdade interessados em mulheres férteis como fonte de mercadoria e comércio entre as duas nações. No dia seguinte, quando os delegados estão saindo, Offred lhes diz a brutal verdade sobre o Gileade. Ela pede ajuda, mas a embaixadora mexicana afirma que não pode ajudá-la e explica a situação terrível do seu próprio país. Quando Offred é deixada a sós com o assistente da embaixadora, ele afirma que o marido dela está vivo e que ela pode enviar uma mensagem para ele. Flashbacks detalham a vida de Serena e de Fred antes e durante os ataques planejados que deflagraram o surgimento de Gileade. Serena era uma ativista cultural conservadora durante a "vida de antes", com uma paixão e inteligência iguais às do marido (bem como um gosto especial pela pipoca de cinemas). Ela chegou a publicar um livro sobre as suas crenças, intitulado A Woman's Place, que continha a famosa frase "não confunda a mansidão de uma mulher com fraqueza". No entanto, após a tomada dos Estados Unidos, ela fica completamente excluída do planejamento do novo governo (para desânimo de Fred). Em uma cena simbólica, enquanto Serena se prepara para aceitar seu novo papel limitado na sociedade que ela mesma ajudou a criar, uma cópia de seu antigo livro é vista sendo jogada no lixo. |              |                                                                                |                   |                      |                     |
| 7 | 7            | "The Other Side" "(O Outro Lado)" (BR)                                         | Floria Sigismondi | Lynn Renee Maxcy     | 24 de maio de 2017  |
| O episódio narra a história de Luke depois que ele é separado de sua esposa e filha. Luke é baleado por guardas de Gileade e é levado para uma ambulância para ser interrogado. Ele escapa quando a ambulância capota após um acidente e pega alguns suprimentos do veículo. Evidências da tomada violenta do país estão em todo lugar. Depois de cuidar de suas feridas, ele é acordado por um grupo de sobreviventes (vistos como "indesejáveis" por Gileade) que tentam chegar ao Canadá. Inicialmente relutante, Luke se junta a eles depois que um dos sobreviventes, Zoe, mostra que as autoridades de Gileade enforcaram os habitantes locais dentro de sua própria igreja por resistirem. Enquanto eles tentam embarcar em um pequeno barco, guardas de Gileade começam a atirar e matam vários membros do grupo. Luke e um dos membros, uma mulher loira muda que estava sendo treinada como uma serva, sobrevive e foge. Os flashbacks anteriores a Luke, June e sua filha Hannah sendo separados são detalhados. June e Luke recebem ajuda do Sr. Whitford, um homem que conhecia a mãe de June. Ele os conduz com segurança para fora da cidade e deixa-os em uma cabine isolada na floresta. Luke e June esperam enquanto o Sr. Whitford recebe documentação para que eles escapem para o Canadá. Eles são confrontados com um caçador, que lhes diz que Whitford foi pego e enforcado. Mas o homem diz que pode ajudá-los a passar pela fronteira Canadá-Estados Unidos. Três anos depois, Luke e a mulher loira muda vivem com segurança na chamada "Little America", em Toronto, Ontário. Folhetos de pessoas desaparecidas são postados em todos os lugares no escritório administrativo principal. Luke recebe a carta de June, que lê "eu te amo muito. Salve Hannah". |              |                                                                                |                   |                      |                     |
| 8 | 8            | "Jezebels" "(Jezebel)" (BR)                                                    | Kate Dennis       | Kira Snyder          | 31 de maio de 2017  |
| O Comandante Waterford oferece a Offred maquiagem e um vestido e a leva para sair à noite. Nick leva-os até Boston em um bordel subterrâneo onde prostitutas conhecidas como "jezebels" trabalham. Offred vê Moira trabalhando no clube e reune-se brevemente com ela. Nick comercializa drogas e testes de gravidez em troca de álcool para uma das Marthas do bordel. Offred vai ver Moira de novo, onde ela explica a Offred sobre como alguns quakers tentaram ajudá-la a escapar, mas foram pegos. Moira teve a escolha de ser enviada para as colônias ou para um dos bordéis. Moira diz a Offred: "Esqueça de fugir. Esta é Gileade. Ninguém sai." Offred revela a Moira que ela sabe que Luke está vivo. Flashbacks detalham como Nick se envolveu com o movimento Gileade e como ele se tornou um Olho depois de relatar que um Comandante rompeu o protocolo com suas servas. Há outros flashbacks para o suicídio da Offred anterior, quando Serena diz claramente ao marido: "O que você achou que ia acontecer?" No presente, depois de Nick dirigir até a casa de Waterford e Offred, ele termina seu relacionamento com Offred, o que a incomoda e irrita. Offred recebe um presente de Serena, uma caixa de música. O episódio termina com Offred escrevendo a frase "Você não está sozinho" na parede do seu armário. |              |                                                                                |                   |                      |                     |
| 9 | 9            | "The Bridge" "(A Ponte)" (BR)                                                  | Kate Dennis       | Eric Tuchman         | 7 de junho de 2017  |
| A filha de Ofwarren, Charlotte, é batizada e, relutantemente, dá a criança ao Comandante Putnam e a sua esposa, que a renomeiam como "Angela". Offred está preocupada com o estado mental de Ofwarren, embora a tia Lydia lhe informe que "ela é mais forte do que você pensa". Ofwarren, agora conhecida como "Ofdaniel", é levada para seu novo lar. Durante sua primeira noite de Cerimônia com seu novo Comandante, Ofdaniel luta e foge. No mercado, Alma diz a Offred que ela conhece o grupo de resistência "Mayday". Alma diz a ela para recuperar um pacote nas "jezebels". Offred convence Waterford a levá-la novamente ao bórdel naquela noite. Depois de Offred e Waterford transarem em seu quarto, ele apresenta Moira, acreditando que ela era seria razão pela qual Offred queria voltar ao prostíbulo. Offred conversa com Moira para que ela pegue o pacote no bar do local, mas ela se recusa, o que irrita Offred. Moira parece ter desistido completamente. De volta à casa, Offred é despertada por Serena, que a leva a uma ponte, onde Ofdaniel está com Charlotte tentando se jogar. Vários guardas de Gileade, os Putnams, os Waterfords e tia Lydia também estão presentes. Ofdaniel acusa alto o Comandante Putnam de mentir para ela e menciona sua intimidade proibida. Offred consegue convencer Ofdaniel a dar a criança para ela, mas Ofdaniel finalmente pula na água, tentando o suicídio. Ela é imediatamente recuperada pelos guardas e depois fica coma em um hospital com tia Lydia ao seu lado, que a chama de "estúpida". O Comandante Putnam é mais tarde visto sendo levado a uma van preta por guardas, enquanto a Sr.ª Putnam lembra Serena da primeira Offred, dizendo que "os homens não mudam". Serena é vista subindo no escritório vazio de Fred. No mercado, Offred recebe um pacote do açougueiro, que é aquele do bórdel e que foi enviado pela própria Moira. No prostíbulo, Moira mata um dos seus clientes, tira suas roupas e rouba seu carro. |              |                                                                                |                   |                      |                     |
| 10 | 10           | "Night" "(Noite)" (BR)                                                         | Kari Skogland     | Bruce Miller         | 14 de junho de 2017 |
| Serena descobre sobre as viagens ao bordel, ataca Offred com raiva e, em seguida, oferece-lhe um teste de gravidez que revela que a serva está grávida - presumivelmente de Nick. Serena dirige então sua raiva ao marido, contando-lhe sobre a gravidez e informando-lhe que a criança não é dele. Ela também diz que ele é fraco e que Deus nunca permitirá que ele transmita essa fraqueza. Ao descobrir sobre a gravidez, Nick compartilha um momento breve com Offred. Serena e Offred fazem uma viagem para a casa onde a filha de Offred, Hannah, agora vive. Serena não permite que Offred se reúna com Hannah, mas assegura que ela está bem. Serena também adverte a Offred que, enquanto nada de ruim acontecer com seu filho, nada de ruim acontecerá com Hannah. Offred amaldiçoa Serena furiosamente num discurso histérico e sem fôlego, apenas para escutar que deve ficar quieta, pois gritar não é bom para o bebê. Fred participa do julgamento do Comandante Putnam: ele mesmo luta pela clemência, mas é dito que houve muitos casos deste tipo de pecado recentemente e um exemplo deve ser feito. A própria Sr.ª Putnam pediu que seu marido receba o castigo mais severo possível, pois alegou temer por sua alma imortal. A mão de Putnam é então cirurgicamente amputada. À noite, Fred e Offred conversam e ele pergunta sobre a paternidade de seu filho. Ela afirma que ele é o pai ao qual ele responde: "você faz isso tão bem". Mais tarde, Fred é visto sendo bastante gentil e conciliador com sua esposa. O pacote do prostíbulo contém cartas de mulheres que perderam membros da família na tomada dos Estados Unidos por Gileade. Mais tarde, tia Lydia reúne as servas para realizar o apedrejamento de alguém que ameaçou uma criança. O culpado na verdade era Janine, que sobreviveu a tentativa de suicídio. As servas hesitam e, começando com Offred, deixam suas pedras caírem enquanto dizem: "Sinto muito, tia Lydia". Ela diz a todas para irem para casa, assegurando-lhes que haverá consequências. No dia seguinte, dois homens vêm buscar Offred, para a surpresa e a indignação de Fred e Serena, e Nick pede para confiar nele e ir com eles. Em uma história paralela, Moira chega ao Canadá e se reune com Luke. |              |                                                                                |                   |                      |                     |